# Pedro Batlle Huguet
Pedro Batlle Huguet (Reus, Bajo Campo 1907 - Tarragona 1990) fue un religioso, arqueólogo y historiador del arte español.

## Biografía
Estudió en Reus y en el Seminario de Tarragona. Se doctoró en Roma con la tesis Las inscripciones cristianas de Tarragona. Fue vicario de la parroquia de Santa María de Montblanch (1931), profesor del seminario conciliar y desde 1933 director del Museo Diocesano de Tarragona. Entre 1933 y 1936 publicó en el diario La Cruz, en la revista Analecta Sacra Tarraconensia y en el Anuari de l' Institut d'Estudis Catalans.
Secuestrado por un grupo de milicianos en 1936, después del golpe de Estado del 19 de julio, fue rescatado por su amigo el militante anarquista Josep Maria Alomà. Más tarde Alomà le invitó a trabajar en la Consejería de Cultura del Ayuntamiento de Tarragona gestionada por la CNT-FAI como asesor técnico, cargo en el que colaboró en la salvaguarda del patrimonio histórico artístico de la provincia de Tarragona, y en la promoción cultural como experto en arqueología, epigrafía y arte clásico y medieval. También fue redactor del Diario de Tarragona.
Desde 1939 trabajó en la delegación tarraconense del Servicio de Recuperación del Patrimonio Artístico Nacional. En 1945 fue elegido miembro del Deutschen Archäologischen Institut y de la Real Academia de la Historia, y miembro de la Comisión Provincial de Monumentos. También fue comisario local de Excavaciones Arqueológicas y Exploraciones Submarinas, consejero y presidente del Instituto de Estudios Tarraconenses y canónigo, entre otras responsabilidades.
Estudió las inscripciones romanas de Tarragona y recogió una amplia bibliografía sobre la riqueza histórica y monumental de Tarragona. Fue presidente de la Real Sociedad Arqueológica Tarraconense del 1946 al 1960, director del Boletín Arqueológico del 1943 al 1989 y decano de la Junta del Hospital de San Pablo y Santa Tecla de 1955 a 1990. Recibió la Creu de Sant Jordi el 1988.

## Obras
- Epigrafía latina (1946)
- El pintor Ramón de Mur (1936)
- Los tapices de la catedral primada de Tarragona (1946)
- Ars Hispaniae (1947), capítulo sobre arte paleocristiano.
- Las pinturas góticas de la catedral y del museo de Tarragona (1952)